# Lea Salonga
Maria Lea Carmen Imutan Salonga, (/ˈleɪə_səˈlɒŋɡə/; Manila, Filipines 22 de febrer de 1971) és una cantant i actriu filipina, principalment coneguda pels seus papers en el teatre musical, per proporcionar les veus cantants de dues princeses de Disney (Jasmine i Mulan) i com a artista de gravació i intèrpret de televisió.
Als 18 anys, va originar el paper principal de Kim en el musical Miss Saigon, primer al Teatre del West End i després a Broadway, guanyant els premis Olivier i Theatre World, i convertint-se en la primera dona asiàtica a guanyar un premi Tony. Salonga és la primera artista filipina a signar amb una discogràfica internacional (Atlantic Records el 1993).
Salonga va ser la primera actriu d'origen asiàtic a interpretar els papers d'Éponine i Fantine al musical Les Misérables a Broadway. També va interpretar Éponine i Fantine, respectivament, en els concerts del 10è i 25è aniversari del musical a Londres. Va proporcionar les veus de dues princeses oficials de Disney: Jasmine a Aladdin (1992) i Fa Mulan a Mulan (1998). Va ser nomenada Disney Legend el 2011 pel seu treball amb The Walt Disney Company. Salonga va actuar com a Mei-li a la versió de Broadway de 2002 de Flower Drum Song. Ha interpretat nombrosos papers teatrals, cinematogràfics i televisius als Estats Units, les Filipines i altres llocs. Ha realitzat moltes gires teatrals i com a artista de concerts. Del 2015 al 2016, va tornar a Broadway amb Allegiance i, del 2017 al 2019, va aparèixer a la reestrena a Broadway de Once on This Island.

## Vida i carrera

### 1971–1989: primers anys de vida i de carrera
Salonga va néixer a Ermita, un districte de la ciutat de Manila, filla de Feliciano Genuino Salonga, contralmirall naval i propietari de la companyia naviliera (1929-2016), i la seva esposa, María Ligaya Alcantara (née Imutan). Va passar els primers sis anys de la seva infància a Angeles abans de mudar-se a Manila. El seu germà, Gerard Salonga, és director d'orquestra.
Va debutar professionalment el 1978 a l'edat de set anys al musical The King and I amb el Repertory Philippines. Va interpretar el paper principal a Annie el 1980 i va aparèixer en altres produccions com La gata sobre la teulada de zinc calenta, Fiddler on the Roof, The Sound of Music, La Rosa tatuada, The Goodbye Girl (1982), Paper Moon (1983) i The Fantasticks (1988). El 1981 va enregistrar el seu primer àlbum, Small Voice, certificat com disc d'or a les Filipines. El 1985, ella i el seu germà van participar al vuitè Festival de Música Popular de Metro Manila com a intèrprets de l'entrada de la cançó titulada "Musika, Lata, Sipol at La La La", composta per Tess Concepcion.
Durant els anys vuitanta, Salonga també va tenir diversos projectes televisius a través de GMA Radio Television Arts on va treballar com a actriu infantil. Després de l'èxit del seu primer disc, del 1983 al 1985, va organitzar el seu propi programa de televisió musical, Love, Lea, i va formar part del repartiment del programa de varietats adolescents That's Entertainment de German Moreno. Va actuar en pel·lícules, que incloïen la família orientada a Tropang Bulilit, Like Father, Like Son, Ninja Kids, Captain Barbell i Pik Pak Boom. Quan era jove intèrpret, Salonga va rebre una nominació al premi a l'Acadèmia Filipina d'Arts i Ciències del Cinema (FAMAS) a la millor actriu infantil i tres premis Aliw al millor intèrpret infantil el 1980, 1981 i 1982. Va publicar el seu segon àlbum, Lea, el 1988.
També va fer de telonera per artistes internacionals com el grup Menudo i Stevie Wonder en els seus concerts a Manila el 1985 i el 1988, respectivament.
Va acabar els seus estudis secundaris el 1988 al O.B. Montessori Center de Greenhills, San Juan, Metro Manila.

### 1989–1992:Miss SaigoniAladdin
El 1989 Salonga va ser seleccionada per interpretar a Kim en la primera producció del musical Miss Saigon a Londres. Al no poder trobar una actriu/cantant d'Àsia Oriental prou forta al Regne Unit, els productors van recórrer molts països buscant la protagonista. Per a la seva audició, la llavors jove Salonga, de 17 anys, va optar per cantar "On My Own" de Les Misérables de Boublil i Claude-Michel Schönberg i més tard se li va demanar que cantés "Sun and Moon", impressionant el panell de l'audició. De vegades, Salonga ha acreditat "On My Own" com el punt de partida de la seva carrera internacional. Va competir pel paper amb una amiga de la infància i intèrpret del Repertory Philippines Monique Wilson. Salonga va guanyar el paper principal, mentre que Wilson va ser nomenada la seu reemplaçament i se li va donar el paper de la noia del bar Mimi.
Per la seva interpretació com a Kim, Salonga va guanyar el premi Laurence Olivier de 1990 a la millor interpretació d'una actriu en un musical. Quan Miss Saigon va obrir a Broadway el 1991, va tornar a interpretar el paper de Kim, guanyant els premis Drama Desk, Premi Outer Critics Circle i Theatre Word i convertint-se en la primera dona d'origen asiàtic a guanyar un premi Tony. El 1993 i el 1996 va tornar a interpretar Kim a Broadway. El 1999, va ser convidada de nou a Londres per tancar la producció del West End, i el 2001, als 29 anys i després d'acabar la tirada del musical a Manila, Salonga va tornar a Broadway per tancar aquesta producció.
El 1990, Salonga va actuar en un concert de tornada a Manila titulat A Miss Called Lea. També va rebre un premi al mèrit presidencial de la presidenta Corazón Aquino. El 1991, va ser nomenada per la revista People com una de les 50 Persones Més Belles. El 1992 va interpretar la veu cantant de la princesa Jasmine a la pel·lícula animada de Disney Aladdin.

### 1993–1996:Les Misérables, pel·lícules i altres musicals
El 1993, Salonga va interpretar el paper d'Éponine a la producció de Broadway de Les Misérables. Va interpretar la cançó "A Whole New World" d' Aladdin amb Brad Kane en la 65a edició dels Oscar a Los Angeles, on la cançó havia guanyat un Oscar, havent guanyar prèviament un Globus d'Or. Aquell mateix any va publicar el seu àlbum de debut homònim internacional amb Atlantic Records. El 1994, Salonga va actuar en diverses produccions de teatre musical a les Filipines i Singapur, com Sandy a Grease, Eliza Doolittle a My Fair Lady i la bruixa a Into the Woods.
De tornada als Estats Units el 1995, Salonga va interpretar el paper de Geri Riordan, una adolescent vietnamita adoptada de 18 anys a la pel·lícula de TV Redwood Curtain, protagonitzada per John Lithgow i Jeff Daniels. Després va tornar a les Filipines per protagonitzar amb l'ídol filipí Aga Muhlach a l'aclamada pel·lícula Sana Maulit Muli, que li va atorgar una segona nominació al premi a l'Acadèmia Filipina d'Arts i Ciències del Cinema (FAMAS), aquesta vegada a la millor actriu. Va interpretar el paper d'Éponine a la producció del 10è aniversari de Les Misérables anomenada Les Misérables: The Dream Cast in Concert al Royal Albert Hall de Londres.
El 1996, Salonga va estar de nou a Les Misérables com a Éponine en la producció londinenca del musical i després va continuar interpretant el paper a la gira nacional dels Estats Units. A les Filipines el 1999 i novament el 2000 va interpretar a Sonia Walsk a They're Playing Our Song.

### 1997-2004: Enregistraments, concerts, TV iFlower Drum Song
Del 1997 al 2000, Salonga va enregistrar i fer concerts a les Filipines i un altre compromís a Londres, a més d'alguns retorns a Miss Saigon a Londres i a Broadway. El 1997 va publicar l'àlbum I'd like to Teach The World to Sing (enregistraments de la seva infància) aconseguint el disc d'or a les Filipines. Aquella gravació va ser seguida per Lea... In Love el 1998 i By Heart el 2000, ambdós àlbums van assolir un estatus de platí múltiple a les Filipines. El 1998, va tornar a prestar la seva veu a una important pel·lícula d'animació de Disney, cantant el personatge principal a Mulan, proporcionant també la veu cantant del personatge a la seqüela del 2004, Mulan II. Als 28 anys, Salonga es va traslladar a la ciutat de Nova York, comprant el seu propi apartament. Va participar en el concert tribut a Sir Cameron Mackintosh el 1998 a Londres anomenat "Hey Mr. Producer: The Musical World of Cameron MacKintosh", on va fer números de diversos dels seus musicals. També va actuar en quatre concerts: The Homecoming Concert, The Millennium Concert, The Best of Manila i Songs from the Screen, els dos darrers són espectacles benèfics. Salonga va tornar a Manila, a Miss Saigon a finals del 2000.
Després d'una última estada a Miss Saigon pel seu tancament a Broadway el 2001, Salonga va recrear el paper de Lien Hughes interpretat originalment per Ming-Na Wen a la telenovel·la As the World Turns. Després de completar el seu contracte aquell any, se li va demanar que tornés al paper el 2003. Va ser estrella convidada al concert The Voice de Russell Watson, va narrar per a l'especial televisiu My America: A Poetry Atlas of the United States, i va aparèixer a l'episodi de Nadal del drama mèdic ER de la televisió, interpretant a una pacient amb limfoma.
El 2002, Salonga va tornar a Broadway per interpretar el paper principal de Mei-li, una immigrant xinesa en una reinterpretació de la Flower Drum Song de Rodgers i Hammerstein al costat de Jose Llana. Això va ser després que el reinventat musical tingués una carrera al Mark Taper Forum de Los Angeles el 2001 amb Salonga interpretant el paper i el 2002 guanyant el premi a l'actriu principal en un musical als premis Ovation. L'àlbum del repertori de Broadway, liderat per Salonga, va ser nominat al Premi Grammy de 2004 al millor àlbum d'espectacle musical. La interpretació de Salonga va ser rebuda positivament per la crítica teatral de Nova York i va rebre una nominació a Distinguished Performance de la Drama League, entre altres honors. Entre les produccions de 2001 de Los Angeles i 2002 de Broadway de Flower Drum Song, va actuar per primera vegada en una producció teatral no musical, interpretant el paper de Catherine a l'obra teatral Prova a Manila. Tot seguit, es va celebrar un concert important, The Broadway Concert, al Philippine International Convention Center. També va cantar als 56è Premis Tony amb Harry Connick, Jr., Peter Gallagher i Michele Lee, en un número que va retre homenatge a Richard Rodgers.
Del 2003 al 2004, Salonga va fer els seus primers concerts "totalment filipins" a Manila anomenats Songs from Home, que més tard li va valer el premi Aliw com a Artista de l'Any. El 2003 va actuar en diversos concerts a l'hotel Mohegan Sun de Connecticut. El va seguir un concert de Nadal a les Filipines, anomenat Home for Christmas, i actuacions al Lenape Regional Performing Arts Center de Marlton, Nova Jersey, el 2004. Més tard, el 2004, va interpretar a Lizzie a la producció de Manila del musical Baby, que li va valer una altra nominació als premis Aliw.

### 2005–2008: empreses internacionals

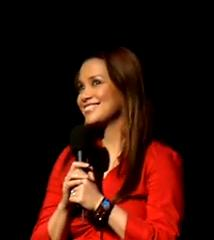
Salonga a Nova York el 2009.

El 2005, Salonga va fer la seva primera gira de concerts als Estats Units. Més tard, aquell mateix any, va actuar a una multitud esgotant les entrades al Carnegie Hall en benefici de Diverse City Theatre Company. El mateix any, va rebre el Premi Artista d'Or al 53è Premi FAMAS en honor dels seus èxits internacionals, va actuar durant la gran inauguració de Disneyland de Hong Kong i va gravar dues cançons a l'àlbum In the Presence de Daniel Rodriguez. També va fer treballs de veu per al doblatge anglès de Disney de El meu veí Totoro, de Hayao Miyazaki, com a Yasuko Kusakabe. Salonga va escriure el pròleg de "The Right Way to Sing" (La manera correcta de cantar) de Linda Marquart (2005). El 2006, als XV Jocs asiàtics de Doha, Qatar, Salonga va concloure la cerimònia de cloenda amb la cançó "Triumph of the One" davant una audiència de 50.000 persones a l'estadi de Khalifa.
El 2007, Salonga va llançar el seu primer àlbum d'estudi en set anys, anomenat Inspired, que va ser certificat platí a les Filipines. Va rebre l' Ordre de Lakandula, amb el rang de Comandant (Komandante), de la presidenta filipina Arroyo en reconeixement de l'ús dels seus talents per beneficiar la societat filipina i fomentar l'intercanvi cultural. També ha rebut la Medalla d'assoliment del Congrés de la Cambra de Representants de les Filipines. Va tornar a Broadway per una altra etapa al musical Les Misérables, aquesta vegada com a Fantine. La seva incorporació a l'espectacle va augmentar la venda d'entrades del musical. La presidenta Arroyo va veure Salonga en aquest paper, juntament amb els americans filipins Adam Jacobs com a Marius i Ali Ewoldt com a Cosette. Salonga va rebre bones crítiques i va tornar a situar-se en la llista curta de favorits del premi del públic de Broadway.com com a millor reemplaçament. Durant el seu mandat a Broadway aquella temporada, va aparèixer a Broadway on Broadway 2007 i a Stars in the Alley 2007, va parlar a la Broadway Artists Alliance Summer Intensives, va convidada al musical de Broadway 25th Annual Putnam County Spelling Bee i va participar en el 12è esdeveniment de Nothing Like a Dame de Broadway Cares/Equity Fights AIDS de beneficència. Just després de fer Les Misérables, va actuar en dos esdeveniments: al concert de la American Military Academy Band a West Point on va cantar quatre cançons i un bis i en el seu propi concert al Tarrytown Music Hall de Nova York. Després va estar ocupada amb altres concerts i esdeveniments musicals, incloent una presentació de Nadal a Manila.
El 2008, Salonga va donar concerts a les Filipines Califòrnia, Hawaii, Hong Kong i Guam, i va interpretar el paper principal a la gira internacional de Broadgers Asia Entertainment de Rodgers & Hammerstein's Cinderella (la Ventafocs).

### 2008–2012: columnista i gira dePhilippine Daily Inquirer

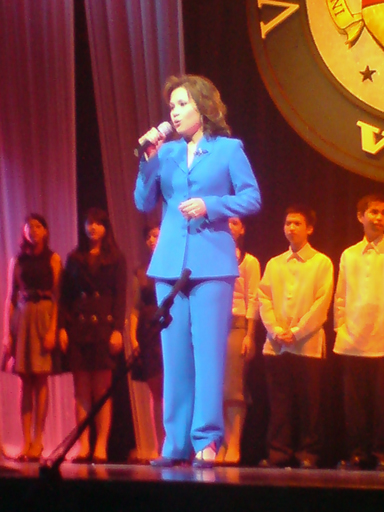
Salonga a Makati el 2009.

El 3 de juliol de 2008, Salonga es va convertir en columnista del Philippine Daily Inquirer amb la seva columna "Backstory" (secció d'entreteniment), "Introducing: Lea Salonga, writer" (presentant: Lea Salonga, escriptora). Des de llavors ha escrit nombroses columnes per a Inquirer. Va actuar a "Global Pop" al Music Center l'11 de juliol de 2008. Va ser presentada per The Blue Ribbon, un grup fundat per Dorothy Chandler el 1968. Salonga va donar un concert l'11 de juliol al Walt Disney Concert Hall de Los Angeles.
Des de finals de juliol de 2008 fins a mitjans del 2009, Salonga va fer el paper principal en la gira asiàtica de 30 setmanes de la Ventafocs de Rodgers i Hammerstein, que es va estrenar a Manila. Salonga va realitzar una sèrie de concerts a Amèrica del Nord el 2009. El juny del 2009 va cantar a l'especial del 95è aniversari de l'Iglesia ni Cristo. Salonga va cantar la cançó patriòtica "Bayan Ko" a la missa del Rèquiem per a l'expresident Corazon Aquino a la catedral de Manila. Salonga va celebrar els 20 anys de Miss Saigon actuant en concerts anomenats "Lea Salonga"... Your Songs", a la sala de plens del Centre Internacional de Convencions de les Filipines, els dies 11 i 12 de desembre de 2009. El seu germà, Gerard, n'era el director musical.
De juliol a agost de 2010, Salonga va fer el paper de Grizabella a la gira de Manila de la gira per Àsia i el Pacífic del musical Cats d'Andrew Lloyd Webber al Centre Cultural de les Filipines. A l'octubre, va fer el paper de Fantine durant el Concert del 25è aniversari de Les Misérables, quinze anys després d'aparèixer al 10è aniversari com a Eponine. El mateix any, va fer de jutge de celebritats per a Avon Voices, la primera cerca mundial de talent de cant per a dones d'Avon i concurs de composició per a homes i dones.
Salonga va ser distingida com a Disney Legend el 19 d'agost de 2011. Va ser una de les jutges del 60è Concurs de Bellesa Miss Univers de 2011 a São Paulo, Brasil, el 12 de setembre de 2011. Salonga, juntament amb Darren Criss, van cantar "A Whole New World" al seu compositor, Alan Menken, ja que Menken va ser nomenat el guanyador del premi Maestro 2011 a la Billboard/Hollywood Reporter Film & TV Music Conference el 24 d'octubre de 2011.
Salonga va actuar en una sèrie de sis concerts titulada "The Magic of Broadway and Disney Favorites" el 2012 amb els Palm Beach Pops. Va protagonitzar la primera producció d'Allegiance, al teatre Old Globe de San Diego, de setembre a octubre de 2012. Salonga va protagonitzar la producció filipina de la comèdia God of Carnage a partir del juliol de 2012 a l'auditori Carlos P. Romulo, RCBC Plaza, Manila. Va assumir el mateix paper al DBS Arts Center de Singapur, el novembre del 2012. Salonga es va unir a la processó Candlelight a Epcot, a Walt Disney World, com a narradora, del 14 al 16 de desembre, tot explicant la història de Nadal acompanyada d'una orquestra de 50 peces i un cor massiu.

### 2013 – actualitat:The Voice of the Philippinesi retorn a Broadway

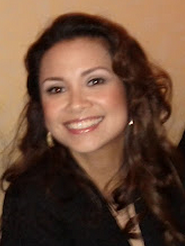
Salonga a San Francisco el 2011.

El gener de 2013, Salonga va participar en la temporada 2013 de la sèrie de concerts American Songbook del Lincoln Center a l'Allen Room. Al febrer, a les Filipines, Salonga va proporcionar la cançó principal del concurs de cant de TV5, Kanta Pilipinas, i, juntament amb Tyne Daly i Norm Lewis, va actuar com a Mother en una actuació de Ragtime a l'Avery Fisher Hall del Lincoln Center. Salonga va encapçalar un cicle de concerts "4 Stars One World of Broadway Musicals" a Tokyo Osaka al juny, amb Ramin Karimloo, Sierra Boggess i Yu Shirota. Va ser una de les quatre entrenadores (coaches), juntament amb Apl.de.ap, Sarah Geronimo i Bamboo Mañalac per al programa ABS-CBN, The Voice of the Philippines, que es va estrenar el juny de 2013. El desembre de 2013, Salonga va començar una gira de concerts a les Filipines titulada "Lea Salonga: Playlist" que va celebrar els seus 35 anys a l'espectacle. La sèrie de concerts es va ampliar fins al gener del 2014. Salonga va escriure un llibre, Playlist: A Celebration of 35 Years, que va utilitzar com a programa de record per als concerts.
El 2014, va tornar per la segona temporada de The Voice of the Philippines i també es va unir a la nova versió filipina de The Voice Kids, en la qual ha aparegut durant tres temporades. Salonga va gravar una cançó anomenada "Wished That I Could Call You" que va ser inclosa en l'àlbum recopilatori benèfic Children In Need, publicat el març del 2014. També el 2014–15, va fer gires per Àsia i Amèrica del Nord amb Il Divo. A mitjan 2015, va encapçalar la seva pròpia sèrie de concerts a Australàsia. Salonga va tornar a reproduir el seu paper de Kei Kimura a la producció de Broadway 2015–16 d' Allegiance. Charles Isherwood va escriure al The New York Times sobre la seva interpretació: "La seva veu conserva la seva bellesa de peluix i el seu primer acte en solitari culminant," Higher "... és potser el punt culminant musical de l'espectacle".

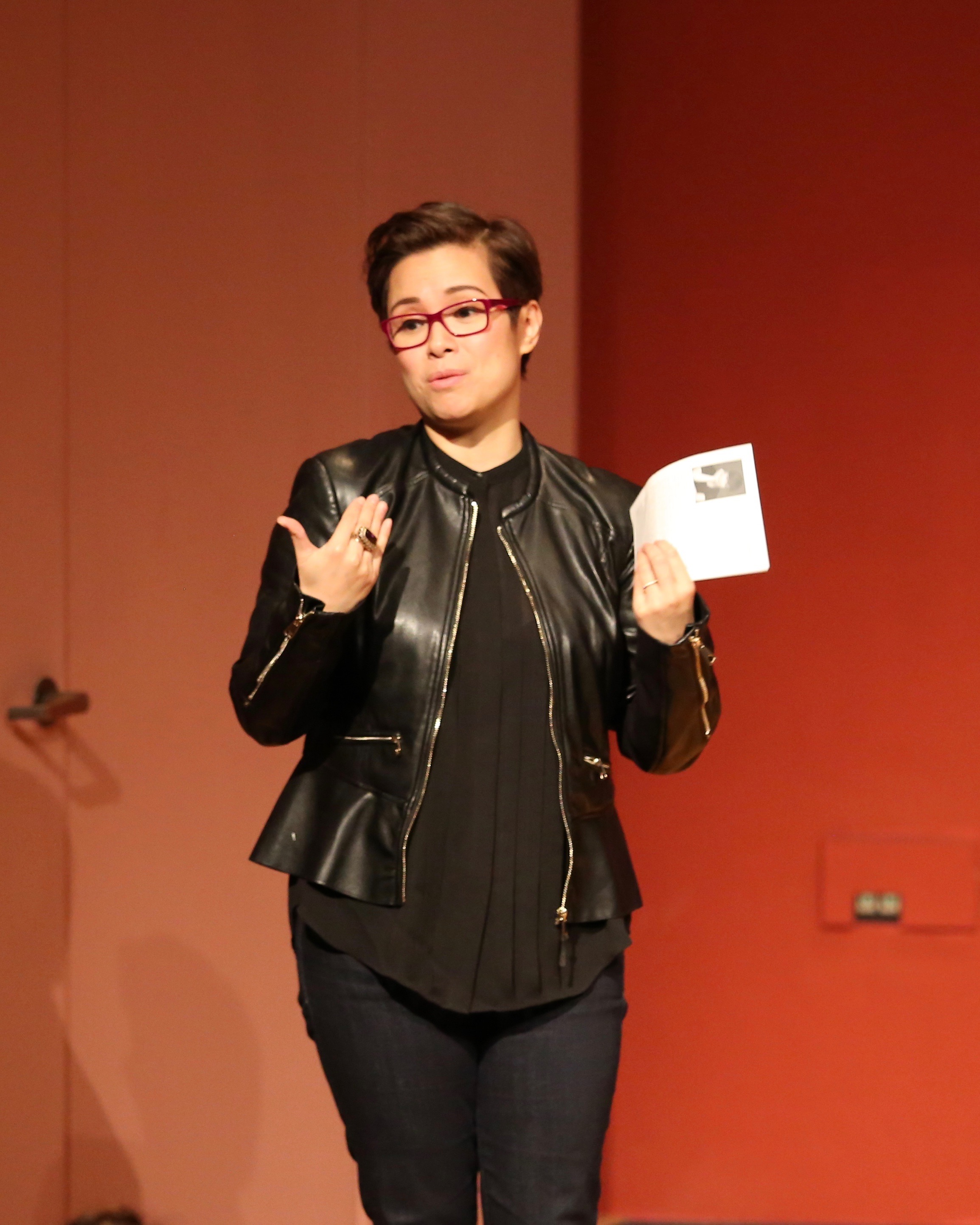
Salonga impartint una classe magistral a la Universitat de Pepperdine el 2017

Salonga va protagonitzar el final de la temporada d'abril de 2016 de la sèrie de televisió nord-americana Crazy Ex-Girlfriend. Va interpretar a Helen Bechdel a l'estrena internacional de Fun Home el novembre del 2016 a Manila. Una ressenya a ABS-CBN News va dir que "ofereix una actuació finament afinada, utilitzant la seva prodigiosa presència escènica per proporcionar ombres fredes i fosques a les antigues escenes picants amb les seves mirades subtils i les seves emocions contingudes. ... [A] "Dies a dies" ... finalment deixa anar tot el ressentiment i la ira reprimida d'una dona atrapada en un matrimoni construït sobre una mentida. Tot i això, hi ha dignitat en la seva ruptura... Salonga ho aconsegueix amb tanta claredat, tant musicalment com emocionalment, que és difícil no commoure's ".
El 2016 va guanyar dos premis Aliw més, un al millor concert important en un lloc estranger i el seu segon premi d'artista (Entetainer) de l'any. L'any següent, Salonga va ser un dels entrenadors de The Voice Teens. També el 2017 va publicar un àlbum, Bahaghari: Lea Salonga Sings Traditional Songs of the Philippines, amb cançons cantades en diversos idiomes parlats a les Filipines. Salonga va interpretar Erzulie el 2017–2018 en el renaixement de Broadway de Once on This Island al Circle in the Square Theatre, on va rebre elogis per la seva interpretació vocal. Va tornar a l'espectacle per a les seves darreres actuacions el desembre de 2018 i gener de 2019. Once on this Island va ser nominada al Grammy al millor àlbum de teatre musical.
Salonga apareix com a immigrant filipina, la tieta Gail, a la pel·lícula musical Yellow Rose, que es va estrenar al Festival de cinema asiàtic del Pacífic de Los Angeles el 2019. També va fer gires per Amèrica del Nord i el Regne Unit aquell any. Més tard, el 2019, va interpretar a Nellie Lovett en un revival de Sweeney Todd: el barber diabòlic del carrer Fleet a Manila i després a Singapur.

## Vida personal
El 10 de gener de 2004, Salonga es va casar amb Robert Charles Chien, un director gerent xinès-japonès d'una companyia de programari d'entreteniment a Los Angeles, Califòrnia, a qui va conèixer mentre actuava a Flower Drum Song. Tenen una filla. Salonga també és un àvid entusiasta dels videojocs. Resideix a les Filipines i als Estats Units.
El 15 d'octubre de 2010, Salonga va ser nomenada ambaixadora de bona voluntat de l'Organització de les Nacions Unides per a l'Agricultura i l'Alimentació (FAO).

## Capacitat de veu i musical
Salonga ha estat elogiada pel control sobre les seves potents veus que poden evocar una àmplia gamma d'emocions i paisatges sonors. En els seus llançaments de música popular, Salonga ha cantat "cançons d'amor simples", que és habitual en la música original de les Flipines.

## Discografia

### Enregistraments en solitari
- Veu petita (1981)
- Lea (1988)
- Lea Salonga (1993)
- M’agradaria ensenyar al món a cantar (1997)
- Lea. . . Enamorat (1998)
- Per cor (1999)
- Lea Salonga: The Christmas Album (2000)
- Cançons de la pantalla (2001)
- Inspirat (2007)
- Lea Salonga: Your Songs (2010)[141]
- Bahaghari [Arc de Sant Martí]: Lea Salonga canta cançons tradicionals de les Filipines (2017)

### Enregistraments de repartiment
- Miss Saigon (enregistrament original de repartiment de Londres) (1990)
- Little Tramp (enregistarment en estudi) (1992)
- El rei i jo (enregistrament de repartiment de Hollywood Studio) (1992)
- Aladdin (enregistrament de banda sonora) (1992)
- Mulan (enregistrament de banda sonora) (1998)
- Making Tracks (enregistrament original de repartiment) (2001)
- Flower Drum Song (enregistrament de repartiment revival) (2002)
- Mulan II (enregistrament de banda sonora) (2005)
- Dayo: Sa Mundo ng Elementalia (enregistrament de banda sonora) (2008)
- Ventafocs (enregistrament original del repartiment de la gira internacional) (2010)
- Allegiance (gravació del repartiment original a Broadway) (2016)
- Once on This Island (Primera gravació del repartiment de Broadway Revival) (2018)

### Gravacions de vídeo / en directe
- Hey Mr. Producer: The Musical World of Cameron MacKintosh (1997)
- Les Misérables: The Dream Cast in Concert (1995)
- Lea Salonga Live Vol. 1 (2000)
- Lea Salonga Live Vol. 2 (2000)
- The Broadway Concert (2002)
- Songs from Home: Live Concert Recording (2004)
- Les Misérables in Concert: The 25th Anniversary (2010)
- The Journey So Far – Recorded Live at Cafe Carlyle (2011)
- Live: Jazz at Lincoln Center (2016)
- Blurred Lines (2017)
- The Story of My Life: Lea Salonga Live from Manila (2019) with the BYU Chamber Orchestra

### Àlbums recopilatoris
- 100% Lea Gives Her Best (2003)
- The Ultimate OPM Collection (2007)

## Crèdits escènics notables
| Any                  | Títol                                                                     | Paper           | Notes |
| -------------------- | ------------------------------------------------------------------------- | --------------- | --- |
| 1980                 | Annie                                                                     | Annie           | Manila |
| 1981                 | The Bad Seed                                                              | Rhoda           | Manila |
| 1983                 | The Paper Moon                                                            | Addie           | Manila |
| 1988                 | The Fantasticks                                                           | Luisa           | Manila |
| 1989–1990            | Miss Saigon                                                               | Kim             | West End Laurence Olivier Award for Best Actress in a Musical |
| 1991–1993; 1999–2001 | Miss Saigon                                                               | Kim             | Broadway Premi Tony a la millor actriu protagonista de musical Premi a la millor actriu dramàtica en un musical Outer Critics Circle Award a la millor actriu - Musical Premi Theatre World |
| 1993; 1996           | Les Misérables                                                            | Eponine         | Broadway, West End i tour US national a Hawaii |
| 1994                 | My Fair Lady                                                              | Eliza Doolittle | Manila |
| 1994                 | Into the Woods                                                            | Witch           | Singapur |
| 1999–2000            | They're Playing Our Song                                                  | Sonia Walsk     | Singapur (1999) Manila (2000) |
| 2000                 | Miss Saigon                                                               | Kim             | Manila |
| 2001–2003            | Flower Drum Song                                                          | Mei-Li          | Los Angeles (2001–2002) Broadway (2002–2003) Nominada: Ovation Award millor actriu protagonista en un musical Nominada: Drama League Award per millor interpretació                         |
| 2002                 | Proof                                                                     | Catherine       | Manila |
| 2002                 | Something Good: A Broadway Salute to Richard Rogers on His 100th Birthday | Artista         | Broadway |
| 2004                 | Baby                                                                      | Lizzie Fields   | Manila Nominada: Aliw Award per millor Actriu (Musical) |
| 2007                 | Les Misérables                                                            | Fantine         | Broadway nominada: Audience Choice Award per reemplaçament favorit (Femení) |
| 2008                 | La Ventafocs                                                              | Ventafocs       | Tour asiàtica |
| 2010                 | Cats                                                                      | Grizabella      | Manila |
| 2012                 | God of Carnage                                                            | Veronica        | Manila |
| 2012                 | Allegiance                                                                | Kei Kimura      | San Diego Nominada: Noel Craig Award per Interpretació en un musical – Femení |
| 2015–2016            | Allegiance                                                                | Kei Kimura      | Broadway BroadwayWorld.com Premi a actriu protagonista en un musical Nominada: Audience Choice Award per actriu protagonista en un musical                                                  |
| 2016                 | Fun Home                                                                  | Helen Bechdel   | Manila |
| 2017–2018; 2018–2019 | Once on This Island                                                       | Erzulie         | Broadway |
| 2018                 | Annie                                                                     | Grace Farrell   | Hollywood Bowl, Los Angeles |
| 2019                 | Sweeney Todd: The Demon Barber of Fleet Street                            | Nellie Lovett   | Manila i Singapur |

## Filmografia i aparicions televisives
| Any           | Pel·lícula                                          | Paper                                        | Notes                                                      |
| ------------- | --------------------------------------------------- | -------------------------------------------- | ---------------------------------------------------------- |
| 1981          | Tropang Bulilit                                     | Lisa                                         |                                                            |
| 1983–1985     | Love, Lea                                           | Ella mateixa                                 | Espectacle de varietats                                    |
| 1985          | Like Father, Like Son                               | Angela                                       |                                                            |
| 1986          | That's Entertainment                                | Ella mateixa                                 |                                                            |
| 1986          | Captain Barbell                                     | Rosemarie                                    |                                                            |
| 1986          | Ninja Kids                                          | Yoko                                         |                                                            |
| 1988          | Pik Pak Boom                                        | Rosie                                        | Segment "Manyika"                                          |
| 1989          | Dear Diary                                          | Lenny Tacorda                                | "Dear Killer" segment                                      |
| 1989          | The Heat is on in Saigon                            | Ella mateixa (Kim)                           | Making of Miss Saigon.                                     |
| 1992          | Aladdin                                             | Princesa Jasmine (veu a les cançons)         |                                                            |
| 1992          | Bakit Labis Kitang Mahal                            | Sandy                                        |                                                            |
| 1993          | Olsen Twins Mother's Day Special                    | Singer                                       | Telefilm                                                   |
| 1993          | Sesame Street                                       | Ella mateixa                                 | Episodi 3154                                               |
| 1993          | Reading Rainbow                                     | Narradora                                    | Episodi: "Silent Lotus"                                    |
| 1994          | Aladdin Activity Center                             | Princesa Jasmine (veu a les cançons)         | Videojoc                                                   |
| 1995          | Sana Maulit Muli                                    | Agnes                                        |                                                            |
| 1995          | Redwood Curtain                                     | Geri Riorden                                 | Telefilm                                                   |
| 1995          | Les Misérables: The 10th Anniversary Concert        | Éponine                                      |                                                            |
| 1997–present  | ASAP                                                | Ella mateixa                                 | Artista convidada i copresentadora                         |
| 1998          | Mulan                                               | Mulan (veu a les cançons)                    |                                                            |
| 2001          | Reading Rainbow                                     | Narradora de Mauna Loa                       | Episodi: "My America: A Poetry Atlas of the United States" |
| 2001          | Disney's Aladdin in Nasira's Revenge                | Princesa Jasmine (veu a les cançons)         | Videojoc                                                   |
| 2001          | ER                                                  | Amparo                                       | Episodi de televisió                                       |
| 2001          | As the World Turns                                  | Lien Hughes #2                               | Programa de televisió                                      |
| 2004          | My Neighbor Totoro                                  | Yasuko Kusakabe                              |                                                            |
| 2004          | Mulan II                                            | Mulan (veu a les cançons)                    | Directe a vídeo                                            |
| 2007          | Disney Princess Enchanted Tales: Follow Your Dreams | Princesa Jasmine (veu a les cançons)         | Directe a vídeo                                            |
| 2010          | Les Misérables: 25th Anniversary Concert            | Fantine                                      |                                                            |
| 2011          | Miss Universe 2011                                  | Herself                                      | Jutge                                                      |
| 2012–14       | Sofia the First                                     | Princesa Jasmine i Mulan (veu a les cançons) | Veu                                                        |
| 2013; 2014–15 | The Voice of the Philippines                        | Ella mateixa                                 | Coach (2 temporades)                                       |
| 2014–2019     | The Voice Kids                                      | Ella mateixa                                 | Coach (4 temporades)                                       |
| 2016          | Crazy Ex-Girlfriend                                 | Aunt Myrna                                   | Episodi de televisio                                       |
| 2017 and 2020 | The Voice Teens                                     | Ella mateixa                                 | Coach                                                      |
| 2019          | Yellow Rose                                         | Gail                                         |                                                            |